# آلدو نیکولی
آلدو نیکولی (انگلیسی: Aldo Nicoli؛ زادهٔ ۲۴ نوامبر ۱۹۵۳) بازیکن فوتبال اهل ایتالیا است.
از باشگاه‌هایی که در آن بازی کرده‌است می‌توان به باشگاه فوتبال اینتر میلان، باشگاه ورزشی لاتزیو، باشگاه فوتبال دلفینو پسکارا، و باشگاه فوتبال فوجا اشاره کرد.